# Sirenia (група)
Sirenia е симфонична готик метъл група в Ставангер, Норвегия.

## История
Сформирана е през 2001 г. от Мортен Веланд, бивш член на Tristania. Първоначално като вокалистка се изявява Хенриете Бордвик (Henriette Bordvik) (2002 – 2005). През 2006 г. е заменена от Моника Педерсен (Monika Pedersen), участвала по-рано като гост-вокалистка, която остава в групата до края на 2007 г. След това тя се оттегля под предлог, че нейните вкусове към музиката се различават от тези в творчеството на Мортен (Morten). Слредващо попълнение в групата е Айлин (Aylin, родена в Испания през 1982 г.) според обява в официалния сайт на групата от април 2008 г.

## Състав
- Мортен Веланд (Morten Veland) – мъжки вокали, китара, бас, пиано, текстописец
- Айлин (Aylin) – женски вокали
- Джонатан Перез (Jonathan Perez) – ударни
- Бьорнар Ланда (Bjørnar Landa) – китара

## Дискография
- At Sixes and Sevens (2002)
- An Elixir for Existence (2004)
- Sirenian Shores (EP) (2004)
- Nine Destinies and a Downfall (2007)
- The 13th Floor (2009)
- The Enigma of Life (2011)
- Perils of the Deep Blue (2013)
- The Seventh Life Path (2015)
- Dim Days of Dolor (2016)